# Hichem Mechichi

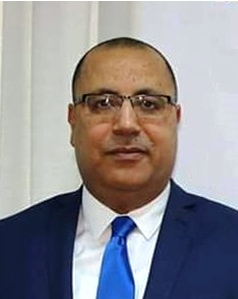
Hichem Mechichi (2020)

Hichem Mechichi (arabisch هشام المشيشي, DMG Hišām al-Mašīšī; * Januar 1974 in Bou Salem, Gouvernement Jendouba) ist ein tunesischer Politiker. Von September 2020 bis Juli 2021 war er Regierungschef von Tunesien. Bevor er zum Regierungschef ernannt wurde, bekleidete er das Amt des Innenministers. Er ist parteilos.

## Laufbahn
Mechichi hat einen Master in Rechtswissenschaften der Fakultät für Rechts- und Politikwissenschaften der Universität Tunis El Manar und einen Master in Rechts-, Politik- und Verwaltungswissenschaften der École nationale d’administration in Straßburg.
Er war Mitglied der 2011 gegründeten Nationalen Untersuchungskommission gegen Korruption und Veruntreuung unter dem Vorsitz von Abdelfattah Amor. 2014 wurde er zum Stabschef im Verkehrsministerium ernannt, danach erhielt er dieselbe Stelle nacheinander in den Ministerien für Soziales und öffentliche Gesundheit. Danach war er Generaldirektor der Nationalen Agentur für die sanitäre und ökologische Kontrolle von Produkten. Am 11. Februar 2020 wurde er von Präsident Kais Saied zu seinem ersten Berater in Rechtsfragen ernannt. Am 27. Februar desselben Monats wurde er zum Innenminister in der Regierung von Elyes Fakhfakh ernannt.
Am 25. Juli 2020, inmitten einer politischen Krise, ernannte Saïed ihn zum Regierungschef mit der Aufgabe, innerhalb eines Monats eine Regierung zu bilden und das Vertrauen der Volksrepräsentantenversammlung zu gewinnen. Er trat sein Amt am 2. September 2020 an. Nachdem es aufgrund der anhaltenden Wirtschaftskrise und gestiegenen Corona-Infektionen zu Protesten  in der Bevölkerung gekommen war, wurde Mechichi am 25. Juli 2021 von Saïed entlassen. Zuvor hatte Mechichi Gesundheitsminister Faouzi Mehdi nach Massenandrang auf Impfzentren entlassen.